# Cải cách ruộng đất tại miền Bắc Việt Nam

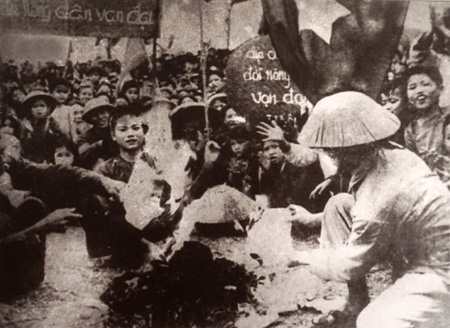
Cải cách ruộng đất hoàn tất, nông dân đốt văn tự cũ

Cải cách ruộng đất tại miền Bắc Việt Nam là chương trình nhằm phân chia lại ruộng đất nông thôn, xóa bỏ văn hóa phong kiến, tiêu diệt các thành phần phản quốc (theo Pháp, chống đất nước), phản động (chống chính quyền) như địa chủ phản cách mạng, Việt gian, cường hào cộng tác với Pháp... được Đảng Lao động Việt Nam và Chính phủ Việt Nam Dân chủ Cộng hòa thực hiện vào những năm 1953–1956. Theo Luật Cải cách ruộng đất thì Cải cách ruộng đất có mục tiêu "thủ tiêu quyền chiếm hữu ruộng đất của thực dân Pháp và của đế quốc xâm lược khác ở Việt Nam, xoá bỏ chế độ phong kiến chiếm hữu ruộng đất của giai cấp địa chủ, thực hiện chế độ sở hữu ruộng đất của nông dân, giải phóng sức sản xuất ở nông thôn, đẩy mạnh sản xuất nông nghiệp và mở đường cho công thương nghiệp phát triển, cải thiện đời sống của nông dân, bồi dưỡng lực lượng của nhân dân, lực lượng của kháng chiến, đẩy mạnh kháng chiến, hoàn thành giải phóng dân tộc, củng cố chế độ dân chủ nhân dân, phát triển công cuộc kiến quốc". Cải cách ruộng đất có mối liên quan chặt chẽ với phong trào chỉnh đốn Đảng lúc đó.
Đây là một trong những phương cách chính yếu mà những người theo chủ nghĩa cộng sản nghĩ rằng phải thực hiện để lập lại công bằng xã hội, đồng thời thiết lập nền chuyên chính vô sản nhằm tiến lên chủ nghĩa xã hội một cách nhanh chóng. Trong bản Tuyên ngôn của Đảng Cộng sản (Manifesto), Karl Marx đã tuyên bố: "cách mạng ruộng đất là điều kiện để giải phóng dân tộc". Dựa theo mô hình "thổ địa cải cách" của Trung Quốc (1946–1949), cuộc cải cách ruộng đất ở miền Bắc được tổ chức với tinh thần đấu tranh giai cấp triệt để với sự cố vấn trực tiếp của các cán bộ đến từ Trung Quốc.
Sau 3 năm tiến hành, cuộc cải cách đã phân chia lại ruộng đất công bằng cho đa số nông dân miền Bắc, xóa bỏ giai cấp địa chủ phong kiến. Trong giai đoạn đầu, cuộc cải cách thu được kết quả tốt, góp phần thúc đẩy mạnh mẽ tinh thần của quân dân, khiến họ phấn chấn và tích cực chi viện cho kháng chiến chống Pháp Tuy nhiên, trong giai đoạn sau, từ giữa 1955, do vội vã nhân rộng cải cách tới nhiều địa phương, trong khi trình độ dân trí lại thấp đã khiến việc thi hành bị mất kiểm soát, gây ra nhiều phương hại và tổn thất, nhất là trong việc nông dân quá khích ở các địa phương đã lạm dụng việc xét xử địa chủ để trả thù cá nhân, thậm chí xảy ra việc dân chúng vu oan và tấn công cả những đảng viên, cán bộ chính quyền. Sự quá khích này đã gây ra không khí căng thẳng tại nông thôn miền Bắc lúc ấy, gây phương hại đến sự đoàn kết của người dân, ảnh hưởng tới niềm tin của một số tầng lớp nhân dân với Đảng Lao động Việt Nam. Đến đầu năm 1956, cải cách bị đình chỉ, và suốt 1 năm sau đó, chính phủ Việt Nam Dân chủ Cộng hòa đã phải tổ chức chiến dịch nhận khuyết điểm và sửa sai, phục hồi danh dự và tài sản cho các trường hợp oan sai, cũng như cách chức nhiều cán bộ cấp cao chịu trách nhiệm về những sai lầm này.

## Bối cảnh lịch sử và mục đích
Theo thống kê phân bố ruộng đất ở miền Bắc trước năm 1945, chỉ có 4% dân số đã chiếm hữu tới 24,5% tổng số ruộng đất. Đầu năm 1945, tầng lớp nông dân nghèo (không có hoặc chỉ có rất ít ruộng đất) chiếm 60% dân số nông thôn, nhưng chỉ sở hữu khoảng 10% ruộng đất. Còn giai cấp địa chủ phong kiến Việt Nam, địa chủ thực dân Pháp, địa chủ Công giáo chiếm không tới 5% dân số nhưng chiếm hữu 70% ruộng đất. Ngay từ cuối những năm 1920, Nguyễn Ái Quốc đã mô tả nông dân Việt Nam như sau: "Ruộng bị Tây chiếm hết, không đủ mà cày. Gạo bị nó chở hết, không đủ mà ăn. Làm nhiều, được ít, thuế nặng... Đến nỗi chết đói, hoặc bán vợ đợ con, hoặc đem thân làm nô lệ như những người nó chở đi Tân thế giới...". 

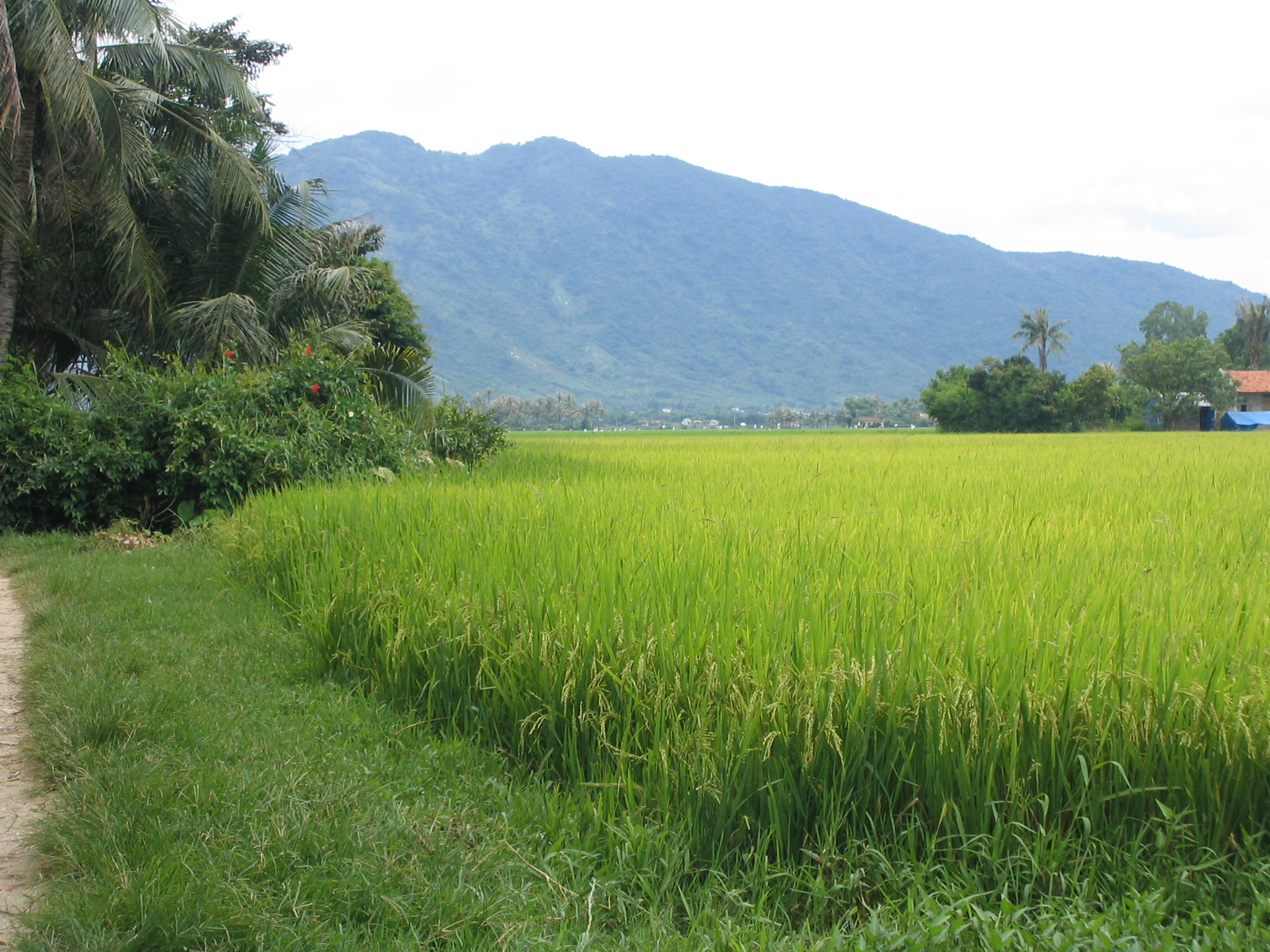
Ruộng đất, mục tiêu chính trị và kinh tế trong cuộc Cải cách ruộng đất.

Nạn đói năm Ất Dậu làm 2 triệu người chết, tỷ lệ chết đói cao nhất là những hộ nông dân không có đất canh tác. Việc phân phối ruộng đất bất bình đẳng này cũng tiềm ẩn nhiều nguy cơ về các nạn đói mới hoặc bạo động có thể xảy ra trong tương lai. Trong báo cáo của Hồ Chí Minh tại khóa họp Quốc hội lần thứ III, ông khẳng định "Chỉ có thực hiện cải cách ruộng đất, người cày có ruộng giải phóng sức sản xuất ở nông thôn khỏi ách trói buộc của giai cấp địa chủ phong kiến, mới có thể chấm dứt tình trạng bần cùng và lạc hậu của nông dân, mới có thể phát động mạnh mẽ lực lượng to lớn của nông dân để phát triển sản xuất và đẩy mạnh kháng chiến đến thắng lợi hoàn toàn. Mục đích của cải cách ruộng đất là: Tiêu diệt chế độ phong kiến chiếm hữu ruộng đất, thực hiện người cày có ruộng, giải phóng sức sản xuất ở nông thôn, phát triển sản xuất, đẩy mạnh kháng chiến".
Chương trình cải cách ruộng đất là một bước trong tiến trình giải quyết mâu thuẫn xã hội từ thời Pháp thuộc, đưa miền Bắc Việt Nam tiến lên xã hội chủ nghĩa, do Đảng Lao động Việt Nam tổ chức và Chính phủ Việt Nam Dân chủ Cộng hòa thực thi, hệ thống hóa và khai triển trên địa bàn rộng, công việc mà nhiều chính quyền địa phương đã làm từ những năm đầu Cách mạng tháng Tám:
1. Tịch thu tài sản ruộng đất do người Pháp, người dân di cư, hay Việt gian (những người Việt theo Pháp) bỏ lại, hay bỏ hoang vì chiến tranh
2. Phân chia đất canh tác cho tá điền
3. Cắt giảm địa tô
4. Bãi bỏ mọi khoản tiền thuê ruộng
5. Phục vụ cho nhiệm vụ tối cao của dân tộc lúc đó là đưa cuộc kháng chiến chống thực dân Pháp đi đến thắng lợi hoàn toàn[10]

Theo các tài liệu của Đảng Cộng sản Việt Nam thì các công việc này cũng được Đảng và Chính phủ tiếp tục từng bước giải quyết trong kháng chiến chống Pháp, nhưng đến 1953 thì mới được phát triển rộng (bắt đầu tại Thái Nguyên).
Tại kì họp thứ ba của Quốc hội Việt Nam, để phát động chiến dịch, Chủ tịch nước Việt Nam Dân chủ Cộng hòa Hồ Chí Minh đã phát biểu: "Luật cải cách ruộng đất của ta chí nhân, chí nghĩa, hợp lý hợp tình, chẳng những là làm cho cố nông, bần nông, trung nông ở dưới có ruộng cày, nhưng đồng thời chiếu cố đồng bào phú nông, đồng thời chiếu cố đồng bào địa chủ".
Trước đó, thông tư liên bộ năm 1949 đã đưa ra những nguyên tắc chủ yếu về việc phân chia tạm thời ruộng đất cho nông dân mà những ruộng đất này được tịch thu từ địa chủ của người Pháp, hoặc từ địa chủ người Việt thông đồng với Pháp. Hội nghị cán bộ Trung ương lần thứ IV (5/1948) đề ra chính sách: Tịch thu ruộng đất và tài sản của Việt gian (đưa ra toà án tuyên bố rõ ràng), ruộng đất thì chia cho dân cày cấy, còn tài sản thì tuỳ từng trường hợp cấp cho dân cày; những đồn điền tịch thu của Pháp thì giao cho Chính phủ tạm thời quản lý; thành lập ở mỗi đồn điền một Ban quản trị có trách nhiệm phân phối ruộng cho dân, giúp đỡ kế hoạch cho dân cày cấy...

## Chính sách
Chính cương vắn tắt, Sách lược vắn tắt, Chương trình tóm tắt tại hội nghị thành lập Đảng Cộng sản Việt Nam xác định chiến lược cách mạng của Đảng là tiến hành cuộc "tư sản dân quyền cách mạng và thổ địa cách mạng để đi tới xã hội cộng sản". Luận cương chính trị của Đảng Cộng sản Đông Dương tháng 10/1930 nhấn mạnh mâu thuẫn giai cấp ngày càng diễn ra gay gắt ở Đông Dương là "một bên thì thợ thuyền, dân cày và các phần tử lao khổ; một bên thì địa chủ, phong kiến, tư bổn và đế quốc chủ nghĩa". Luận cương xác định tính chất của cách mạng Đông Dương lúc đầu là một cuộc "cách mạng tư sản dân quyền". Sau khi cách mạng tư sản dân quyền thắng lợi sẽ tiếp tục "phát triển, bỏ qua thời kỳ tư bổn mà tranh đấu thẳng lên con đường xã hội chủ nghĩa". Luận cương cho rằng nhiệm vụ chủ yếu của cách mạng tư sản dân quyền là phải "tranh đấu để đánh đổ các di tích phong kiến, đánh đổ các cách bóc lột theo lối tiền tư bổn và để thực hành thổ địa cách mạng cho triệt để". Luận cương cho rằng "có đánh đổ đế quốc chủ nghĩa mới phá được cái giai cấp địa chủ và làm cách mạng thổ địa được thắng lợi; mà có phá tan chế độ phong kiến thì mới đánh đổ được đế quốc chủ nghĩa". Luận cương khẳng định: "Vấn đề thổ địa là cái cốt của cách mạng tư sản dân quyền", là cơ sở để Đảng giành quyền lãnh đạo dân cày. Tháng 12/1930, thư của Ban Thường vụ Trung ương gửi các cấp đảng bộ cho rằng phải xét địa chủ "về phương diện giai cấp" là một giai cấp "dùng cái quyền có đất để bóc lột dân nghèo, hãm hại kinh tế dân cày" và ngăn trở sức sản xuất. Địa chủ là "thù địch của dân cày không kém gì đế quốc chủ nghĩa", "nó quan hệ mật thiết với quyền lợi của đế quốc chủ nghĩa", "liên kết với đế quốc mà bóc lột dân cày". Ban Thường vụ Trung ương chủ trương "tiêu diệt địa chủ", "tịch ký tất cả ruộng đất của chúng nó (địa chủ) mà giao cho bần và trung nông". Đến tháng 10/1936, trong văn kiện Chung quanh vấn đề chiến sách mới, Trung ương Đảng đã phê phán quan điểm của Luận cương chính trị tháng 10/1930: "Cuộc dân tộc giải phóng không nhất định phải kết chặt với cuộc cách mạng điền địa. Nghĩa là không thể nói rằng: muốn đánh đổ đế quốc cần phải phát triển cách mạng điền địa, muốn giải quyết vấn đề điền địa cần phải đánh đổ đế quốc. Lý thuyết ấy có chỗ không xác đáng... nếu phát triển cuộc tranh đấu chia đất mà ngăn trở cuộc tranh đấu phản đế thì phải lựa chọn vấn đề nào quan trọng hơn mà giải quyết trước. Nghĩa là chọn địch nhân chính, nguy hiểm nhất, để tập trung lực lượng của một dân tộc mà đánh cho được toàn thắng." Năm 1938, Võ Nguyên Giáp và Trường Chinh cùng xuất bản tác phẩm "Vấn đề dân cày" nhằm nghiên cứu thực trạng của nông thôn Việt Nam. Các tác giả cho rằng vấn đề ruộng đất và dân cày là nội dung trụ cột của vấn đề Đông Dương; phân tích địa vị giai cấp, vị trí khuynh hướng và tính chất của giai cấp nông dân; phê phán những nhận thức và quan điểm sai lầm đối với giai cấp nông dân; tố cáo trước dư luận những chính sách của thực dân và phong kiến về ruộng đất, tô thuế, nạn cho vay nặng lãi... đối với dân cày và nêu lên những yêu sách của dân cày Đông Dương trước Mặt trận Nhân dân Pháp.
Từ tháng 10 năm 1952, chủ tịch Hồ Chí Minh đã gửi bản "chương trình cải cách ruộng đất của Đảng Lao động Việt Nam" cho Stalin để "đề nghị xem xét và cho chỉ dẫn" và cho biết chương trình hành động được lập bởi chính ông dưới sự giúp đỡ của Lưu Thiếu Kỳ. Trong bối cảnh lúc bấy giờ, chương trình cải cách ruộng đất được đặt ra nhằm khắc phục mâu thuẫn xã hội và sự khốn khổ của nông dân đã tích tụ suốt thời Pháp thuộc, qua đó động viên nông dân (chiếm phần lớn dân số Việt Nam khi đó) ủng hộ công cuộc kháng chiến chống Pháp.
Hội nghị toàn quốc lần thứ nhất của Đảng Lao động Việt Nam tháng 11/1953 bàn về cải cách ruộng đất. Tại hội nghị, Trường Chinh đọc báo cáo có đoạn: "Cải cách ruộng đất chính là để làm cho kháng chiến mau chóng thắng lợi. Nhân dân làm cách mạng, nhân dân kháng chiến và kiến quốc. Đại đa số nhân dân là nông dân. Muốn kháng chiến thắng lợi, kiến quốc thành công, phải tiêu diệt đế quốc xâm lược và giải phóng nông dân khỏi ách phong kiến. Cải cách ruộng đất là một phương pháp chủ yếu đẩy mạnh kinh tế quốc dân phát triển. Kinh tế quốc dân phát triển thì vấn đề cung cấp cho tiền tuyến và hậu phương được đảm bảo chắc chắn, lực lượng của nhân dân được bồi dưỡng, ta có thêm sức người, sức của để kháng chiến trường kỳ cho đến thắng lợi cuối cùng. Hồ Chủ tịch đã đề ra hai nhiệm vụ trung tâm trước mắt, quan hệ mật thiết với nhau: đánh giặc và cải cách ruộng đất..."Ông cũng nhắc đến câu nói của Stalin: "Thực chất của vấn đề dân tộc là vấn đề nông dân", và của Mao Trạch Đông trong thời kháng Nhật: "Kẻ địch lớn đang đứng trước mắt, không giải quyết dân chủ dân sinh thì không đánh đuổi được Nhật". Báo cáo nêu rõ: địa chủ chưa đầy 5% nhân số cùng bọn đế quốc chiếm trên dưới 70% ruộng đất ở Việt Nam, còn nông dân gần 90% nhân số mà chỉ có trên dưới 30% ruộng đất. Không đầy 5% địa chủ bóc lột gần 90% nông dân bằng tô cao, lãi nặng, v.v. Báo cáo cũng nhắc lại báo cáo của Hồ Chủ tịch tại Hội nghị: "Then chốt thắng lợi của kháng chiến là mở rộng Mặt trận dân tộc thống nhất, củng cố công nông liên minh, củng cố chính quyền nhân dân, củng cố và phát triển quân đội, củng cố Đảng và tăng cường sự lãnh đạo của Đảng về mọi mặt. Chỉ có phát động quần chúng cải cách ruộng đất, ta mới tiến hành những công việc đó được thuận lợi". Đường lối của Đảng ở nông thôn là dựa vào bần cố nông (cố nông là vô sản, bần nông là nửa vô sản ở nông thôn), đoàn kết trung nông, liên hiệp với phú nông về chính trị, bảo tồn kinh tế của họ, tiêu diệt chế độ bóc lột phong kiến từng bước và có phân biệt.
Ngày 4 tháng 12 năm 1953, Quốc hội Việt Nam Dân chủ Cộng hòa nhóm họp và thông qua Dự luật Cải cách ruộng đất 197/HL. Chủ tịch Hồ Chí Minh phê thuận và chính thức ban hành bộ luật này vào ngày 19 tháng 12 năm 1953 để kỷ niệm ngày Toàn quốc Kháng chiến, mang tên Luật Cải cách Ruộng đất.
Luật Cải cách Ruộng đất quy định chủ trương cụ thể như sau:
- Tịch thu toàn bộ ruộng đất và tài sản của thực dân Pháp và của đế quốc xâm lược khác. Đối với địa chủ Việt gian (cộng tác với thực dân Pháp), cường hào gây nhiều tội ác thì tuỳ tội nặng nhẹ mà tịch thu toàn bộ hoặc một phần tài sản. Đối tượng Việt gian nếu bị xử phạt dưới 5 năm tù thì vẫn được chia ruộng đất, gia đình của đối tượng này vẫn được chia ruộng đất như những nông dân khác.
- Đối với nhân sĩ dân chủ, địa chủ kháng chiến, địa chủ thường (không cộng tác với thực dân Pháp) thì trưng thu toàn bộ ruộng đất hiện có cùng trâu bò và nông cụ (Trưng thu là việc giao tài sản cho Nhà nước rồi nhận hoàn trả lại bằng một giá trị tương đương, tức là mua bán tài sản với Nhà nước[20]). Không đụng đến tài sản khác (tiền, nhà cửa, đồ gia dụng...) của họ. Chính phủ quy định mức giá trưng mua tài sản của đối tượng này như sau: Giá trưng mua ruộng đất là giá sản lượng trung bình hàng năm của ruộng đất đó. Giá trưng mua trâu bò, nông cụ là giá thị trường ở địa phương. Giá trưng mua được trả bằng một loại công phiếu riêng, công phiếu ấy được trả lãi 1,5% mỗi năm, sau thời hạn 10 năm sẽ hoàn vốn. Ngoài ra, đối tượng này và gia đình cũng được chia ruộng đất xấp xỉ như nông dân, và được hưởng những ưu đãi khác một cách thích đáng.
- Khi xét xử người phạm pháp phải tuân theo đúng pháp luật. Nghiêm cấm việc bắt giữ và giết hại trái phép, nghiêm cấm đánh đập, tra tấn hoặc dùng mọi thứ nhục hình khác.

## Ban lãnh đạo
Đồng thời điểm này, Ủy ban Chấp hành Trung ương Đảng Lao động Việt Nam và Đại hội Toàn quốc Đảng Lao động Việt Nam cũng họp và tổ chức chuẩn bị thi hành cải cách ruộng đất sâu rộng trên toàn lãnh thổ. Đảng này cũng chỉ định một ủy ban lãnh đạo chương trình cải cách ruộng đất và hoạch định tiến trình cải cách ruộng đất.
- Phát động và làm tư tưởng chiến dịch: Hồ Chí Minh (Chủ tịch Đảng Lao động Việt Nam và nhà nước)[12]
- Trưởng ban chỉ đạo: Trường Chinh (Tổng Bí thư đảng)
- Trưởng ban chỉ đạo thí điểm Thái Nguyên: Hoàng Quốc Việt (Ủy viên Bộ Chính trị Ban Chấp hành Trung ương đảng)
- Trưởng ban chỉ đạo thí điểm Thanh Hóa, Nghệ An, Hà Tĩnh: Lê Văn Lương (Ủy viên dự khuyết Bộ Chính trị Ban Chấp hành Trung ương đảng)
- Giám đốc trực tiếp điều hành chiến dịch: Hồ Viết Thắng (Ủy viên dự khuyết Ban Chấp hành Trung ương đảng)

Về phía nhà nước, Ban cải cách ruộng đất TW ngày 15 tháng 3 năm 1954 (không riêng miền Bắc, mà của chính quyền Việt Nam dân chủ cộng hòa nói chung):
- Chủ nhiệm: Phạm Văn Đồng, Phó Thủ tướng
- Phó chủ nhiệm: Trường Chinh (Tổng Bí thư Đảng Lao động), Nghiêm Xuân Yêm (Bộ trưởng canh nông), Hồ Viết Thắng (Thứ trưởng canh nông, trưởng ban liên lạc nông dân toàn quốc)
- Ủy viên: Trần Văn Đức (ủy viên Trung ương Đảng dân chủ), Nguyễn Cộng Hòa (ủy viên BCH Tổng liên đoàn lao động), Trần Quốc Hoàn (bộ trưởng công an), Vũ Đình Hòe (bộ trưởng tư pháp), Tố Hữu (tổng giám đốc nha tuyên truyền và văn nghệ), Linh mục Vũ Xuân Kỷ (ủy viên Liên Việt toàn quốc), Nguyễn Lam (bí thư đoàn thanh niên cứu quốc), Trần Lương (đại biểu quân đội), Phan Tư Nghĩa (Tổng thư ký Đảng xã hội), Tôn Quang Phiệt (đại biểu Ban thường trực Quốc hội), Hà Quế (ủy viên BCH hội liên hiệp phụ nữ), thiếu tướng Chu Văn Tấn (đại diện các dân tộc thiểu số), Trần Đức Thịnh (ủy viên Ban liên lạc nông dân toàn quốc), Bùi Công Trừng (ủy viên thường trực Ban kinh tế chính phủ), Phan Kế Toại (Bộ trưởng Nội vụ), Hoàng Quốc Việt (ủy viên TU Đảng, Chủ tịch Tổng liên đoàn lao động).[21]

## Thi hành
Chương trình cải cách ruộng đất được áp dụng qua bốn bước chính:

### Huấn luyện cán bộ
Các cán bộ Đảng Lao động tham gia cải cách ruộng đất được đưa đi học khóa chỉnh huấn 1953. Các chương trình học tập nhằm giúp cán bộ nắm vững đường lối của đảng trong cải cách ruộng đất, quán triệt quan điểm. Tổng số cán bộ được điều động vào công tác là 48.818 người.

### Chiến dịch Giảm tô
Bước đầu, các đội cán bộ cải cách ruộng đất đi vào các làng xã và áp dụng chính sách "3 Cùng" (cùng ăn, cùng ngủ, cùng làm) với các bần cố nông trong làng xã đó, kết nạp họ thành "rễ", thành "cành" của đội, sau đó triển khai chiến dịch từng bước như sau:
- Phân định thành phần: Đội Cải cách Ruộng đất ra mắt làng xã, và tất cả các gia đình trong xã được họ phân loại thành 5 thành phần: (a) địa chủ; (b) phú nông; (c) trung nông cứng; (d) trung nông vừa; (e) trung nông yếu; (f) bần nông; (g) cố nông. Tỷ lệ địa chủ được quy định trước và các đoàn và đội cải cách đều cố truy tìm để đạt tỷ lệ địa chủ như một quy định bắt buộc, gọi là "kích thành phần".
- Phân loại địa chủ: Tất cả các gia đình bị xếp vào thành phần địa chủ như nói trên được đội cải cách phân loại thêm một lần nữa thành (a1) Địa chủ gian ác; (a2) Địa chủ thường; (a3) Địa chủ có ủng hộ kháng chiến. Thành phần địa chủ gian ác bị đội cải cách bắt ngay lập tức và quản thúc.
- Áp dụng thoái tô: Đối với các gia đình có địa chủ bị bắt nói trên, đội cải cách thông báo với họ về các sắc lệnh giảm tô của chính phủ Việt Nam Dân chủ Cộng hòa, bao gồm: sắc lệnh giảm tô xuống còn 25% vào tháng 11 năm 1945, Sắc lệnh số 87/SL năm 1952 và 149/SL năm 1953 giảm tô thêm 25%. (Tại miền Bắc, tô hay địa tô là tiền thuê ruộng mà tá điền phải trả cho địa chủ sau mùa gặt, có thể trả bằng thóc.) Căn cứ theo đó, địa chủ nào chưa giảm tô cho nông dân thì bây giờ phải trả cho những nông dân làm công cho họ khoản nợ đó — gọi là "thoái tô". Nếu không trả đủ nợ thì tài sản bị tịch thu, phân phát do nông dân. Sau bước này, có những gia đình địa chủ phải bán đi rất nhiều tài sản để trả nợ vì nếu sống trong vùng kiểm soát của Pháp thì không biết gì về các sắc lệnh của nhà nước Việt Nam Dân chủ Cộng hòa.[22]
- Học tập tố khổ, truy bắt địa chủ: Các bần nông, cố nông, "chuỗi", "rễ" được đội cải cách cho học lớp tố khổ do họ mở, qua đó học viên được nhận dạng các tội ác của địa chủ, và được khuyến khích nhớ ra tội ác của từng địa chủ đã bóc lột, chèn ép họ như thế nào. Sau khi học qua lớp tố khổ, nhiều du kích và cốt cán cải cách ruộng đất trở nên quá khích, thậm chí họ "vác súng vào thành phố truy bắt địa chủ và con cái địa chủ là cán bộ công nhân viên chức nhà nước".[23]
- Tố cáo công khai: Các buổi xét xử được tổ chức, thông thường vào ban đêm. Số lượng người tham gia tố cáo từ vài trăm đến cả ngàn người, huy động từ các làng xóm lân cận, và thời gian từ một đến ba đêm tùy theo mức độ tội trạng của địa chủ. Trong buổi đấu tố, các nông dân bước ra tố cáo địa chủ đã bóc lột, áp bức họ như thế nào. Tại các tỉnh có tổ chức cải cách ruộng đất, Đảng Lao động cho ra tờ báo lấy tên là Lá Rừng (ngụ ý tội ác địa chủ nhiều như lá rừng) tường thuật chi tiết các vụ tố cáo. Sau khi bị quần chúng tố cáo, các địa chủ được tạm giam trở lại để chờ tòa án nhân dân xét xử.
- Xử án địa chủ: Tại các huyện, một tòa án nhân dân đặc biệt được lập ra và đi về các xã xét xử các địa chủ. Sau khi kết án, nếu bị kết án tử hình, đội tự vệ xã sẽ thi hành án, có thể là trước công chúng. Những người không bị xử bắn thì trả về các làng xã, nhưng gia đình và thân nhân của họ thường bị người dân địa phương ác cảm và phân biệt đối xử.

Tổng cộng có tám đợt giảm tô từ 1953 đến 1956 đã được tiến hành tại hơn 1.875 xã.

### Thực hiện ở các địa phương
Nhiều tháng sau khi chiến dịch Giảm tô được triển khai, chương trình Cải cách ruộng đất chính thức bắt đầu, với hình thức tương tự nhưng trên địa bàn rộng lớn hơn. Tổng cộng có năm đợt cải cách ruộng đất từ 1953 đến 1956 tiến hành tại 3.314 xã. Từ cuối năm 1954, dưới sức ép của cố vấn Trung Quốc, chiến dịch cải cách ruộng đất bắt đầu được đẩy mạnh và nhanh, với cường độ lớn. Quyết liệt nhất là ở Thái Bình, nơi có đến 294 xã được đưa vào cải cách.
Theo tài liệu của Đảng Cộng sản Việt Nam, tháng 11 năm 1953, Hội nghị Ban chấp hành Trung ương Đảng lần thứ 5 quyết định tiến hành việc cải cách ruộng đất tại miền Bắc Việt Nam. Từ năm 1953 tới 1957, 810.000 hecta ruộng đất ở đồng bằng và trung du miền Bắc đã được chia cho 2 triệu hộ nông dân, chiếm khoảng 72,8% số hộ nông dân ở miền Bắc. Trong khi đó, phân bố ruộng đất miền Bắc trước năm 1945, chỉ có 4% dân số đã chiếm hữu tới 24,5% tổng số ruộng đất.
Sau cải cách, bộ mặt nông thôn miền Bắc thay đổi căn bản. Tình trạng phân chia ruộng đất bất bình đẳng bị xóa bỏ. Nông dân nghèo được chia ruộng đất trở nên hăng hái, sản xuất nông nghiệp gia tăng. Ngoài ra, những tư tưởng cũ kỹ từ thời phong kiến cũng được xóa bỏ một phần. Đó là một cuộc chuyển biến to lớn về kinh tế, chính trị và xã hội tại nông thôn Việt Nam sau hàng thế kỷ phong kiến. Muc tiêu cǎn bản của cuộc cải cách đã đạt yêu cầu, có tác dụng quyết định đối với việc hoàn thành nhiệm vụ xóa bỏ tàn dư phong kiến ở miền Bắc.
Tuy nhiên, ở một góc độ khác, việc thực hiện cải cách ruộng đất đã gây ra nhiều hậu quả lớn. Ở các đợt đầu, cải cách diễn ra có kiểm soát và trật tự, đạt hiệu quả tốt. Nhưng từ giữa năm 1955, do tiến hành vội vã, ở một số nơi đã xuất hiện hiện tượng nông dân địa phương trở nên quá khích, đấu tố tràn lan mất kiểm soát, đã có nhiều người bị oan sai. Do sự quá khích và trình độ dân trí thấp của nông dân địa phương, cả các gia đình địa chủ có thành tích kháng chiến, kể cả các gia đình có đảng viên, cán bộ, bộ đội phục vụ trong kháng chiến cũng bị tố cáo tràn lan. Theo hướng dẫn trong Luật Cải cách ruộng đất, các cán bộ cải cách ruộng đất đã chỉ đạo nông dân tại nhiều địa phương lập ra các "tòa án nhân dân đặc biệt" để tổ chức xét xử. Cũng theo quy định của Luật cải cách ruộng đất, điều lệ tổ chức của các tòa án nhân dân đặc biệt do Chính phủ quy định. Luật cải cách ruộng đất cũng "nghiêm cấm tòa án nhân dân đặc biệt tiến hành bắt giữ và giết hại trái phép, nghiêm cấm đánh đập, tra tấn hoặc dùng mọi thứ nhục hình khác" Nhưng khi áp dụng, nông dân ở các địa phương và các "tòa án nhân dân đặc biệt" đã không tuân thủ các quy định này. Tuy được gọi là "tòa án" nhưng thực ra thành viên chỉ gồm toàn những nông dân địa phương, được thôn làng cử ra để xét xử chứ không thông qua chính quyền, không tuân theo quy định về tổ chức tòa án của Chính phủ. Nhiều "tòa án nhân dân đặc biệt" đã lạm quyền, không tuân thủ quy định của chính quyền và luật pháp, họ tự ý tuyên án tử hình hay tù khổ sai chỉ căn cứ vào những lời tố giác của số đông nông dân địa phương. Nhiều nông dân cũng thi đua nhau tố cáo người khác, coi đó là một thành tích của bản thân. Đến cuối năm 1955, việc tố cáo địa chủ xảy ra tràn lan, số người bị tố cáo oan sai chiếm tỷ lệ rất cao. Ví dụ như bà Cát Hanh Long, tức Nguyễn Thị Năm, nhà ở Thái Nguyên; bà bị nông dân địa phương quy tội địa chủ gian ác, bị xử bắn mặc dù trong thời kháng chiến đã có nhiều công lao lớn với cách mạng Việt Nam. Có những nơi cả cán bộ đảng viên, sĩ quan quân đội cũng bị nông dân địa phương bắt giữ, chính quyền địa phương không dám ngăn chặn vì sợ kích động bạo lực với đám đông quần chúng. Ví dụ như tướng Vương Thừa Vũ từng bị nông dân địa phương bắt giữ, chính quyền trung ương phải tới can thiệp mới giải cứu được.
Mức 5,68% địa chủ trong dân số địa phương là cao hơn rất nhiều so với thực tế. Tổng số người bị quy là địa chủ trong Cải cách ruộng đất đã được thống kê là 172.008 người; trong đó số người bị quy sai là 123.266 người, chiếm tỷ lệ 71,66%. Những sai lầm này đã được đề cập đến trong bài phát biểu tháng 10 năm 1956 tại Mặt trận Tổ quốc Việt Nam của giáo sư, luật sư Nguyễn Mạnh Tường, ông kết luận nhiều nông dân là trung nông nhưng đã bị kết án oan sai bởi những "tòa án nhân dân đặc biệt" ở địa phương. Những tòa án này toàn là do nông dân địa phương tự lập ra, họ có trình độ thấp nên thường kết án chiều theo tâm lý căm giận địa chủ của số đông người dân khi đó chứ không tuân theo pháp luật, dẫn tới vi phạm các nguyên tắc về điều tra và kết án.

### Chiến dịch sửa sai

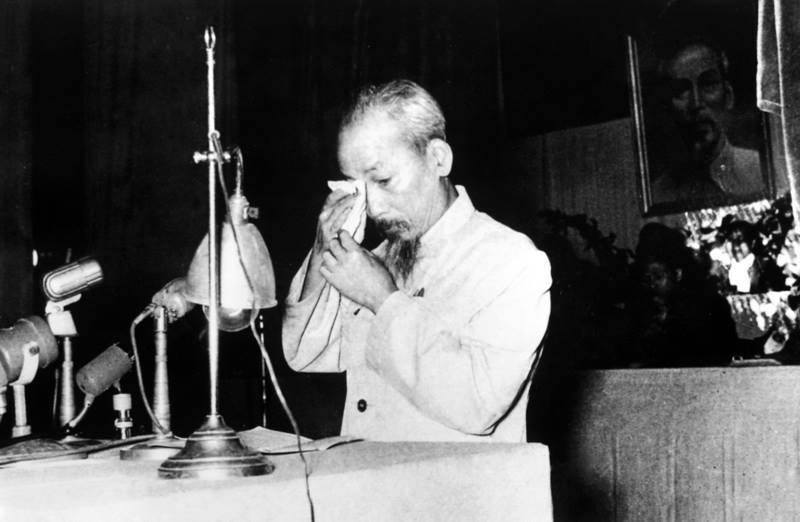
Chủ tịch Hồ Chí Minh thừa nhận sai phạm trong cải cách

Sau khi nhận ra cuộc cải cách ở các địa phương đã diễn ra quá trớn, gây nhiều oan sai, tháng 2 năm 1956, Hội nghị Trung ương lần thứ 9 đã tuyên bố các sai lầm trong cải cách ruộng đất và ra lệnh đình chỉ cuộc cải cách. Trong tuyên bố của Hội nghị Trung ương 10 của Đảng Lao động Việt Nam (tháng 9 năm 1956), chính quyền trung ương nhận trách nhiệm đã buông lỏng theo dõi, khiến việc thi hành ở các địa phương bị mất kiểm soát:
| “ | Giai đoạn vừa qua có nhiều sai lầm và khuyết điểm. Đặc biệt là trong cuộc cải cách nông nghiệp và điều chỉnh tổ chức. Hội nghị Trung ương lần thứ 10 đã phân tích chi tiết các khuyết điểm, tìm ra nguyên nhân và thống nhất những biện pháp khắc phục. Hội nghị thừa nhận nguyên nhân của những khuyết điểm là sự yếu kém của bộ máy lãnh đạo. Vì thế Ban chấp hành Trung ương nhận khuyết điểm của mình. Các ủy viên tham gia trực tiếp đã kiểm điểm trước Trung ương theo tinh thần tự phê, và chấp nhận những hình thức kỷ luật nghiêm khắc. | ” |

Đề cương báo cáo của Bộ Chính trị tại Hội nghị Trung ương lần thứ 10, tháng 10-1956 đã xác nhận: "Tư tưởng thành phần chủ nghĩa trong cải cách ruộng đất có tư tưởng nông dân, đặt bần cố nông lên trên tất cả, thậm chí đặt bần cố nông lên trên Đảng... Tư tưởng tả khuynh trong cải cách ruộng đất đã chớm nở lúc đầu; nó đã đưa đến chỗ học tập kinh nghiệm nước bạn một cách máy móc và không chịu điều tra nghiên cứu đầy đủ tình hình xã hội ta để định chủ trương chính sách cụ thể cho thích hợp... Trong lúc thi hành thì một mực nhấn mạnh chống hữu khuynh trong khi những hiện tượng tả khuynh đã trở nên trầm trọng... từ khu trở xuống thì hệ thống cải cách ruộng đất trở nên một hệ thống ở trên cả Đảng và chính quyền. Tác phong độc đoán chuyên quyền, do đó mà trở nên phổ biến, không đi theo đường lối quần chúng, mà thực tế đã trấn áp quần chúng, nhẹ tuyên truyền giáo dục, buộc quần chúng làm những điều trái với ý muốn, với lương tâm của họ, có khi trái với chân lý và chính nghĩa.".
Do nhận định chiến dịch Cải cách ruộng đất đã gây ra nhiều oan sai, làm rối loạn tình hình nông thôn, Đảng Lao động Việt Nam và chính phủ tiến hành các bước sửa sai như sau:
- Tháng 2 năm 1956, Hội nghị Trung ương đảng lần thứ 9 tuyên bố các sai lầm trong cải cách ruộng đất.
- Tháng 3 năm 1956, Quốc hội họp lần thứ 4 tường trình bản báo cáo các sai lầm và biện pháp sửa sai.
- Ngày 5 tháng 7 năm 1956, thay mặt Ban Bí thư, Tổng Bí thư Trường-Chinh ký Chỉ thị "Về công tác chỉnh đốn tổ chức" đánh giá: Sở dĩ có những khuyết điểm trên, một phần là do Trung ương kém theo dõi, đôn đốc, kiểm tra và kịp thời uốn nắn các lệch lạc, một phần là do các cơ quan được Trung ương giao trách nhiệm trực tiếp chỉ đạo công tác chỉnh đốn tổ chức, như Ban Tổ chức Trung ương, Đảng tổ trong Uỷ ban cải cách ruộng đất Trung ương, các liên khu uỷ và khu uỷ, đoàn uỷ, đã không nhận thức đúng tình hình, không nắm vững mục đích, yêu cầu, phương châm, phương pháp chỉnh đốn tổ chức, không giáo dục đầy đủ cho cán bộ, không theo dõi sát tình hình, đề phòng các lệch lạc, và phát hiện những vấn đề mới đề nghị với Trung ương bổ sung chính sách; lối làm việc thì thiếu tập thể dân chủ, ít lắng nghe ý kiến cấp dưới. Về phía các cán bộ ở các tổ chỉnh đốn, thì nói chung vì trình độ chính trị và trình độ công tác kém, lại không được chuẩn bị đầy đủ về tư tưởng, chính sách, phương pháp, khi tiến hành công tác thì không được lãnh đạo chặt chẽ, cho nên một số đã phạm những sai lầm nghiêm trọng. ở một vài nơi ở cấp xã đã phát hiện có một vài phần tử xấu, cố tình làm sai để phá hoại[26].
- Ngày 18 tháng 8 năm 1956, Chủ tịch Hồ Chí Minh gửi thư cho đồng bào và cán bộ nhìn nhận sai lầm và cho biết Trung ương đảng và chính phủ đã nghiêm khắc kiểm điểm các sai lầm.
- Ngày 24 tháng 8 năm 1956, báo Nhân dân công bố có một số đảng viên trung kiên đã bị hành quyết sai lầm trong chiến dịch Cải cách Ruộng đất.
- Tháng 9 năm 1956, Hội nghị lần thứ 10 Ban Chấp hành Trung ương đảng (họp từ 25/8 đến 24/9/1956) nhận định các nguyên nhân đưa đến sai lầm, và thi hành biện pháp kỷ luật đối với Ban lãnh đạo chương trình Cải cách Ruộng đất như sau: ông Trường Chinh phải từ chức Tổng Bí thư đảng, nhưng vẫn là Ủy viên Bộ Chính trị, Bí thư Trung ương Đảng, ông Hoàng Quốc Việt ra khỏi Bộ Chính trị, xuống ủy viên Trung ương và Lê Văn Lương ra khỏi Ủy viên dự khuyết Bộ Chính trị và Bí thư Trung ương Đảng xuống ủy viên dự khuyết TW.[28], và ông Hồ Viết Thắng bị loại ra khỏi Ban Chấp hành Trung ương Đảng.
- Ngày 29 tháng 10 năm 1956, Đại tướng Võ Nguyên Giáp, người không tham gia vào sai lầm chương trình Cải cách Ruộng đất, thay mặt chủ tịch nước đọc bản báo cáo của Hội nghị lần thứ 10 Ban Chấp hành Trung ương đảng tại nhà hát lớn Hà Nội và Sân vận động Hàng Đẫy kê khai sai lầm và phát động chiến dịch sửa sai, phục hồi các chức vụ tài sản cho cán bộ, bộ đội bị đấu tố.
- Tháng 12 năm 1956, tại kỳ họp thứ 6 Quốc hội khóa I, Hồ Chí Minh khóc và thay mặt chính phủ Việt Nam Dân chủ Cộng hòa nhận khuyết điểm trong công tác cải cách ruộng đất. Tổng bí thư Đảng Lao động là Trường Chinh từ chức, hai cán bộ trực tiếp chỉ đạo cũng bị kỷ luật[29].

Theo tổng kê đến tháng 9 năm 1957, thì chiến dịch sửa sai đã phục hồi danh dự và trả lại tài sản khoảng 70-80% số người bị kết án. Theo báo Nhân dân thì bản thân chiến dịch sửa sai cũng có những thiệt hại khi những người được phục hồi quay lại trả thù những người đã tố cáo họ oan ức. Phong trào trả thù lan rộng và biến thành bạo động tại nhiều nơi khiến chính quyền phải điều động quân đội để dẹp yên. Theo Dommen, ở Quỳnh Lưu, tỉnh Nghệ An, có bản báo cáo ghi nhận 20.000 nông dân dùng gậy gộc để gây bạo động, xảy ra xung đột giữa người dân các làng và các họ, khiến chính quyền phải dùng Sư đoàn 324 để tái lập trật tự. Theo Báo Quân đội Nhân dân, các linh mục Công giáo đã tập hợp giáo dân từ các tỉnh Nghệ An, Quảng Bình, Hà Tĩnh, Thanh Hóa đến Quỳnh Lưu, Nghệ An để phản đối chính sách cải cách ruộng đất; giáo dân đã bắt giữ tổ công tác sửa sai của trung đoàn 269 Quân khu 4, giam họ trong nhà thờ Quỳnh Yên khiến Bộ Tổng tư lệnh Quân đội Nhân dân Việt Nam ra lệnh cho sư đoàn 324 đang ở Thanh Hóa cử lực lượng hành quân cấp tốc vào Quỳnh Lưu cùng với lực lượng địa phương của Quân khu 4 giải quyết sự việc, đã xảy ra xô xát giữa quân đội và giáo dân. Một số gửi thỉnh nguyện thư đến phái đoàn quan sát viên Canada trong Ủy ban Đình chiến, xin di cư vào Nam.
Tuy nhiên, theo một số nhân chứng, có những trường hợp việc sửa sai chỉ đơn thuần là phục hồi đảng tịch, quy lại thành phần (từ địa chủ, phú nông trở lại thành trung nông) chứ không được trả lại tài sản, nhà đất (do dân địa phương đã chiếm dụng mất, chính quyền không đòi lại được). Đến năm 2004, theo báo Hà Nội Mới, Ủy ban Nhân dân thành phố Hà Nội đã ra quyết định trợ cấp cho một số trường hợp bị qui sai thành phần và có tài sản bị trưng thu, trưng mua trong thời kì Cải cách Ruộng đất với mức ba triệu đồng một trường hợp.

## Các đợt cải cách
| Đợt Thời điểm                                              | Địa bàn                   | Số xã thực hiện cải cách ruộng đất |
| ---------------------------------------------------------- | ------------------------- | ---------------------------------- |
| Đợt Thí điểm (25 tháng 12 năm 1953 - 22 tháng 10 năm 1954) | Thái Nguyên               | không rõ                           |
| Đợt 1 (1 tháng 4 năm 1954 - 15 tháng 1 năm 1955)           | Một số các vùng kiểm soát | không rõ                           |
| Đợt 2 (23 tháng 10 năm 1954 - 15 tháng 1 năm 1955)         | Thái Nguyên               | 22                                 |
| Đợt 2 (23 tháng 10 năm 1954 - 15 tháng 1 năm 1955)         | Phú Thọ                   | 100                                |
| Đợt 2 (23 tháng 10 năm 1954 - 15 tháng 1 năm 1955)         | Bắc Giang                 | 22                                 |
| Đợt 2 (23 tháng 10 năm 1954 - 15 tháng 1 năm 1955)         | Thanh Hóa                 | 66                                 |
| Đợt 3 (18 tháng 2 - 20 tháng 6 năm 1955)                   | Vĩnh Phúc                 | 65                                 |
| Đợt 3 (18 tháng 2 - 20 tháng 6 năm 1955)                   | Phú Thọ                   | 106                                |
| Đợt 3 (18 tháng 2 - 20 tháng 6 năm 1955)                   | Bắc Giang                 | 84                                 |
| Đợt 3 (18 tháng 2 - 20 tháng 6 năm 1955)                   | Sơn Tây                   | 22                                 |
| Đợt 3 (18 tháng 2 - 20 tháng 6 năm 1955)                   | Thanh Hóa                 | 115                                |
| Đợt 3 (18 tháng 2 - 20 tháng 6 năm 1955)                   | Nghệ An                   | 74                                 |
| Đợt 4 (27 tháng 6 - 31 tháng 12 năm 1955)                  | Vĩnh Phúc                 | 111                                |
| Đợt 4 (27 tháng 6 - 31 tháng 12 năm 1955)                  | Phú Thọ                   | 17                                 |
| Đợt 4 (27 tháng 6 - 31 tháng 12 năm 1955)                  | Bắc Giang                 | 1                                  |
| Đợt 4 (27 tháng 6 - 31 tháng 12 năm 1955)                  | Bắc Ninh                  | 60                                 |
| Đợt 4 (27 tháng 6 - 31 tháng 12 năm 1955)                  | Sơn Tây                   | 71                                 |
| Đợt 4 (27 tháng 6 - 31 tháng 12 năm 1955)                  | Thanh Hóa                 | 207                                |
| Đợt 4 (27 tháng 6 - 31 tháng 12 năm 1955)                  | Nghệ An                   | 5                                  |
| Đợt 4 (27 tháng 6 - 31 tháng 12 năm 1955)                  | Hà Tĩnh                   | 227                                |
| Đợt 4 (27 tháng 6 - 31 tháng 12 năm 1955)                  | Hà Nam                    | 98                                 |
| Đợt 4 (27 tháng 6 - 31 tháng 12 năm 1955)                  | Ninh Bình                 | 47                                 |
| Đợt 5 (25 tháng 12 năm 1955 - 30 tháng 7 năm 1956)         | Bắc Ninh                  | 8                                  |
| Đợt 5 (25 tháng 12 năm 1955 - 30 tháng 7 năm 1956)         | Nghệ An                   | 163                                |
| Đợt 5 (25 tháng 12 năm 1955 - 30 tháng 7 năm 1956)         | Hà Tĩnh                   | 6                                  |
| Đợt 5 (25 tháng 12 năm 1955 - 30 tháng 7 năm 1956)         | Ninh Bình                 | 45                                 |
| Đợt 5 (25 tháng 12 năm 1955 - 30 tháng 7 năm 1956)         | Quảng Bình                | 118                                |
| Đợt 5 (25 tháng 12 năm 1955 - 30 tháng 7 năm 1956)         | Khu vực Vĩnh Linh         | 21                                 |
| Đợt 5 (25 tháng 12 năm 1955 - 30 tháng 7 năm 1956)         | Hải Dương                 | 217                                |
| Đợt 5 (25 tháng 12 năm 1955 - 30 tháng 7 năm 1956)         | Hưng Yên                  | 149                                |
| Đợt 5 (25 tháng 12 năm 1955 - 30 tháng 7 năm 1956)         | Thái Bình                 | 294                                |

## Những thành tích và sai phạm

### Thành tích

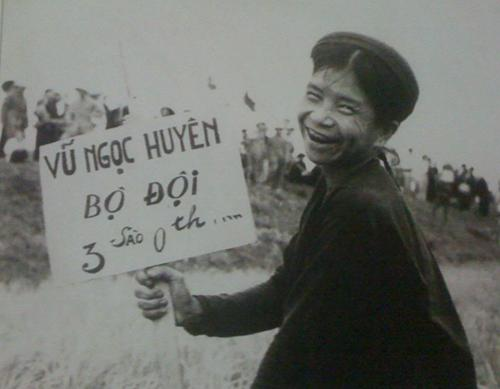
Nông dân vui mừng khi được nhận ruộng đất.

Năm 1953, giữa lúc Quân đội Nhân dân Việt Nam bắt đầu chiếm ưu thế trên chiến trường, cuộc cải cách ban đầu có những kết quả nhất định khi chỉ thực hiện việc tịch thu tài sản, đất đai của những thành phần địa chủ bị kết tội Việt gian (theo Pháp chống Việt Minh) chia cho bần nông, cố nông. Chính việc cải cách này đã góp một phần không nhỏ nâng cao sự ủng hộ của dân chúng để dồn sức cho kháng chiến. Quyền làm chủ của người nông dân trên ruộng đất mà họ đang canh tác được xác nhận về mặt pháp lý. Mơ ước có mảnh ruộng của riêng mình ở nông dân đến lúc này đã có hy vọng trở thành hiện thực. Khi bắt đầu trận đánh quyết chiến chiến lược Điện Biên Phủ cũng là lúc hậu phương hoàn thành đợt thí điểm cải cách ruộng đất, tin này đã tiếp thêm tinh thần chiến đấu to lớn cho người lính ngoài mặt trận. Việc thực hiện chủ trương triệt để giảm tô, giảm tức và cải cách ruộng đất đã góp phần thúc đẩy mạnh mẽ tinh thần của quân dân, tích cực chi viện cho chiến trường trong đông xuân 1953-1954 mà đỉnh điểm là chiến dịch Điện Biên Phủ.
Cuộc cải cách đã phân chia lại đất canh tác một cách công bằng cho đa số nông dân Bắc Bộ. Từ năm 1953 tới 1957, 810.000 hécta ruộng đất ở đồng bằng và trung du miền Bắc đã được chia cho 2 triệu hộ nông dân (khoảng 10 triệu dân), chiếm khoảng 72,8% số hộ nông dân ở miền Bắc. Trong khi đó, phân bố ruộng đất miền Bắc trước năm 1945, chỉ có 4% dân số đã chiếm hữu tới 24,5% tổng số ruộng đất.
Cuộc cải cách đã hoàn thành xóa bỏ giai cấp địa chủ và tàn dư chế độ phong kiến ở miền Bắc. Tại kỳ họp thứ 6 Quốc hội khoá I, từ 29-12-1956 đến 25-1-1957, báo cáo của Chính phủ kiểm điểm về công tác cải cách ruộng đất đã nêu rõ: "Cải cách ruộng đất ở miền Bắc đã căn bản hoàn thành, giai cấp địa chủ đã căn bản bị đánh đổ, chế độ phong kiến chiếm hữu ruộng đất bị xoá bỏ. Nông dân đã làm chủ nông thôn, nguyện vọng lâu đời của người nông dân là người cày có ruộng đã được thực hiện. Sức sản xuất ở nông thôn đã được giải phóng, đời sống nhân dân bước đầu đã được cải thiện, mở đường cho việc phát triển công thương nghiệp, góp phần quan trọng vào công cuộc củng cố miền Bắc, phát triển kinh tế, văn hoá. Đó là những thành tích căn bản". Năm 1957 là năm được mùa lớn, sản lượng lương thực đạt trên 4,5 triệu tấn, vượt xa mức trước chiến tranh..
Sau cải cách ruộng đất, bần nông được sở hữu mảnh đất của gia đình mình, không phải nộp phần lớn địa tô cho địa chủ như trước, do đó họ có thêm hǎng hái sản xuất. Được cán bộ nông nghiệp hướng dẫn, nông dân có điều kiện cải tiến kỹ thuật, phát triển công tác thủy lợi, chú ý đến vấn đề phân bón, nǎng suất nông nghiệp tǎng lên khá nhanh. Miền Bắc đã giải quyết được nạn đói giáp hạt, một bệnh kinh niên từ thời phong kiến. Vǎn hóa, giáo dục đại chúng có cơ sở rộng rãi để phát triển, bộ mặt nông thôn đổi mới.
Việc đất đai nông thôn tập trung vào Nhà nước quản lý cũng tạo điều kiện thuận lợi để thực hiện xây dựng các công trình thủy lợi, các cơ sở phục vụ nông nghiệp. Đến cuối năm 1955, các công trình thủy lợi bị Pháp phá hủy đều dần được khôi phục, diện tích đất được tưới tiêu đạt mức 202.374 ha. Năm 1958, sản xuất nông nghiệp nói chung và thủy lợi nói riêng đã vượt mức trước chiến tranh. Nghị quyết 63 của Bộ Chính trị đưa ra mục tiêu "thắng được hạn hán, úng, bão, xâm nhập mặn và lụt lớn". Công trình đại thủy nông Bắc Hưng Hải được chọn làm đột phá với nhiệm vụ tưới tiêu cho 156.000 ha.
Sau 3 năm thực hiện cải cách (1955-1957), diện tích gieo trồng toàn miền Bắc tăng thêm 23,5%, năng suất lúa tăng 30,8%, sản lượng lương thực tăng 57%, lương thực bình quân đầu người tăng 43,6%, đàn trâu tăng 44,2%, đàn bò tăng 39%, đàn lợn tăng 20%. Về các cây công nghiệp, hầu hết đều vượt mức năm 1939 (năm cao nhất thời Pháp thuộc), riêng bông gấp 3 lần, lạc gấp 3,5 lần, đay gấp 1,5 lần. Đến năm 1957, nền kinh tế miền Bắc được phục hồi, vượt mức cao nhất dưới thời Pháp thống trị (năm 1939).
Đến hết năm 1957, nông nghiệp ở miền Bắc đã phát triển vượt mức của năm 1939: năm 1939 diện tích trồng lúa của miền Bắc là 1.811.000 ha, năng suất 13,04 tạ/ha, sản lượng 2,407 triệu tấn, thóc bình quân đầu người là 211,2 kg. Các con số tương ứng của năm 1957 là 2.191.800 ha, năng suất 18,01 tạ/ha, sản lượng 3,948 triệu tấn và 286,7 kg. Lĩnh vực chăn nuôi cũng tăng, năm 1957 so với năm 1939, đàn trâu tăng 51,1%, đàn bò tăng 60,1%, đàn lợn tăng 30,8%.
Trong giai đoạn 1955-1959, sản lượng lương thực quy thóc từ 3,76 triệu tấn năm 1955 tăng lên 5,19 triệu tấn năm 1959. Đầu năm 1965 đã xây dựng được 3.139 điểm cơ khí nhỏ, 7 trạm và 32 đội máy kéo, 33 công trình thủy lợi lớn, 1.500 công trình vừa và nhỏ được khôi phục và xây dựng, bảo đảm tưới tiêu chủ động cho hơn 500.000 ha diện tích trồng trọt. Nông nghiệp miền Bắc từ một nền nông nghiệp lạc hậu, độc canh, năng suất thấp dần dần trở thành một nền nông nghiệp được cơ khí hóa. Năm 1965, miền Bắc chỉ có 7 huyện và 640 hợp tác xã đạt mức sản lượng 5 tấn/ha/năm thì đến năm 1967 tăng lên 30 huyện và 2.628 hợp tác xã đạt đến mức sản lượng trên. Tỉnh Thái Bình, huyện Thanh Trì (Hà Nội), huyện Đan Phượng (Hà Tây) trở thành "vùng quê 5 tấn" (đạt năng suất 5 tấn lúa/1 hécta) đầu tiên trong lịch sử.
Năm 1958, Ủy ban Trung ương Đảng Cộng sản quyết định rằng tập thể hóa là mục tiêu phát triển nông thôn. Hiến pháp Việt Nam Dân chủ Cộng hòa năm 1959 kế tiếp hợp thức hóa chính sách đó và xóa bỏ quyền sở hữu ruộng đất tư nhân và thay vào đó là quyền sở hữu tập thể. Đất đai dần tập trung vào tay Nhà nước qua việc thành lập những hợp tác xã do chính phủ quản lý. Nhà nông được khuyến khích và huy động gia nhập hợp tác xã nên đến năm 1960, 86% dân quê ở Miền Bắc đã vào hợp tác xã. Số liệu đó tăng lên thành 95,5% vào năm 1970. Khi Hiến pháp Cộng hòa Xã hội chủ nghĩa Việt Nam năm 1980 được soạn ra thì quyền tư hữu ruộng đất hoàn toàn biến mất, quyền quản lý đất trên toàn đất nước thuộc về Nhà nước. Cuộc cải cách ruộng đất của thập niên 1950 theo quá trình trên thì chính quyền phát đất cho nông dân một lần nhưng quản lý hai lần; một lần bán chính thức qua dạng hợp tác xã, lần sau qua quốc hữu hóa toàn diện. Từ thập niên 1990, theo chính sách Khoán mười, ruộng đất thuộc sở hữu toàn dân, Nhà nước quản lý ruộng đất và giao quyền sử dụng đất nông nghiệp cho mỗi hộ nông dân căn cứ theo đầu người, mỗi hộ tự canh tác và thu hoạch, sau khi nộp thuế thì giữ lại nông sản thừa, hợp tác xã không đứng ra sản xuất mà chỉ cung ứng dịch vụ.
Hồ Chí Minh trong "Thư gửi đồng bào nông thôn và cán bộ nhân dịp cải cách ruộng đất ở miền Bắc căn bản hoàn thành" ngày đề ngày 18 tháng 8 năm 1956, xác định cải cách ruộng đất là "một thắng lợi vô cùng to lớn" và "có thắng lợi này là nhờ Đảng và Chính phủ ta có chính sách đúng đắn". "Cải cách ruộng đất là một cuộc đấu tranh giai cấp chống phong kiến, một cuộc cách mạng long trời lở đất, quyết liệt gay go. Lại vì kẻ địch phá hoại điên cuồng; vì một số cán bộ ta chưa nắm vững chính sách, chưa thực đi đúng đường lối quần chúng; vì sự lãnh đạo của Trung ương Đảng và Chính phủ có chỗ thiếu cụ thể, thiếu kiểm tra đôn đốc - cho nên khi cải cách ruộng đất đã xảy ra những khuyết điểm, sai lầm: trong việc thực hiện đoàn kết nông thôn, việc đánh kẻ địch, việc chấn chỉnh tổ chức, trong chính sách thuế nông nghiệp, v.v...Trung ương Đảng và Chính phủ đã nghiêm khắc kiểm điểm những sai lầm, khuyết điểm ấy và đã có kế hoạch kiên quyết sửa chữa, nhằm đoàn kết cán bộ, đoàn kết nhân dân, ổn định nông thôn, đẩy mạnh sản xuất.".

### Sai phạm
- Đánh giá sai lầm về tình hình khác biệt giữa nông thôn Trung Quốc và Việt Nam, quá tin tưởng và chịu sức ép của các cố vấn Trung Quốc.[3] So sánh mục tiêu và phương tiện thì phương pháp tiến hành và truất hữu quá cứng rắn khi mà nghiên cứu của Liên Xô tính rằng địa chủ trung bình ở miền Bắc chỉ sở hữu 0,65 hécta đất, một diện tích khá nhỏ so với mức của thế giới.[32] Việc đánh giá bị sai và nâng sản lượng, nâng thuế lên quá cao, quá sức người dân. Như ở Hà Tĩnh, có những mẫu ruộng tính sản lượng là 32-35 tạ một mẫu ta. Khá nhiều ruộng tốt được tính sản lượng ít nhất phải 25-28 tạ. Trong khi đó như ở Liên Xô, theo ông Đặng Thái Mai: "ở Liên Xô cũng mới trù tính việc tăng năng suất các miền ruộng có thủy lợi (terres-irriguées) cho đến mức 40-50 tạ một hecta. Như vậy là với phương tiện kỹ thuật, nhân công, tổ chức của nông nghiệp Liên Xô, mà trong 4 năm nữa người ta mới yêu cầu tới mức 20 hay 25 tạ nửa hecta, nghĩa là còn hơn một mẫu ta...".[43]
- Yếu tố bạo lực có nguồn gốc bột phát từ hận thù giai cấp và cá nhân đã được tích lũy trong suốt thời Pháp thuộc trên những vùng nông thôn. Địa chủ trở thành chỗ cho dân nghèo trút cơn giận dữ, họ coi những hành vi chèn ép của địa chủ là nguyên nhân gây ra cuộc sống khốn khó của họ, số khác thì chỉ vì ghen tức với tài sản của địa chủ. Cộng với trình độ nhận thức thấp của đa số người dân và cán bộ cấp xã thời bấy giờ, dẫn tới nhiều trường hợp oan sai, lợi dụng trả thù cá nhân, và các hành vi bạo lực trong các cuộc xét xử. Theo đánh giá của William Duiker, hậu quả của những hành động này nhiều khi rất bi thảm, nhưng trong điều kiện xã hội thời bấy giờ, có thể nhìn nhận đó là những "sản phẩm phụ" không thể tránh khỏi của bất cứ cuộc cách mạng nào[44] (tương tự như làn sóng tàn sát giới tăng lữ nhà thờ của người dân Pháp trong cuộc Cách mạng Pháp 1789).
- Đường lối dựa vào nông dân thi hành cải cách là đúng, nhưng lại không chú trọng việc giáo dục tư tưởng và chính sách một cách kỹ càng cho họ, trong khi đây là đối tượng có trình độ kiến thức rất thấp. Kết quả là ở nhiều nơi, lực lượng nông dân thi hành chính sách chống địa chủ một cách bừa bãi, lạm dụng hình phạt nặng. Chiến dịch càng lên cao điểm thì người dân càng trở nên quá khích, dẫn đến tình trạng vô chính phủ. Đám đông dân chúng được dịp trả thù địa chủ trở nên kích động mạnh, tố cáo hỗn loạn gây nhiều oan sai và cô lập, đối xử nhục hình với gia đình người bị tố cáo. Hơn 70% người bị quy vào thành phần địa chủ và phú nông là quy sai. Có trường hợp là cán bộ, đảng viên lãnh đạo cũng bị dân chúng kéo đến đấu tố mà không cần chứng cứ. Điển hình như trường hợp Phó Bảng Đặng Văn Hướng, Bộ trưởng phụ trách Thanh - Nghệ - Tĩnh[45] của Chính phủ, khi về quê đã bị dân địa phương đấu tố vì lý do ông từng làm quan cho triều Nguyễn (họ không biết ông là lãnh đạo cấp cao của Chính phủ), ông ốm chết tại quê nhà Diễn Châu.[46] Hoặc bà Nguyễn Thị Năm (mẹ nuôi của Lê Đức Thọ, Phạm Văn Đồng và Trường Chinh, có con trai là trung đoàn trưởng của Quân đội Nhân dân Việt Nam, gia đình bà cũng đã hiến 100 lạng vàng cho chính quyền mới thành lập)[3] Hoặc trường hợp Thiếu tướng Vương Thừa Vũ, Tư lệnh Đại đoàn 308, Chủ tịch Ủy ban Quân quản Hà Nội cũng bị một nhóm người dân bắt ở ngoại thành Hà Nội vì có người tố cáo ông là "địa chủ, có xuất thân là tư sản, lập trường chính trị không rõ ràng".

- Trong khi Cải cách ruộng đất đang diễn ra, Đảng Lao động Việt Nam cũng thực hiện chỉnh huấn. Tổng số cán bộ, đảng viên bị kỷ luật là 84.000 người, chiếm tỷ lệ hơn 55%. Có những chi bộ tốt lại bị người dân tố cáo là chi bộ phản động, bí thư hoặc chi ủy viên chịu kỷ luật nặng. Tình hình chỉnh đốn ở cấp huyện và cấp tỉnh cũng hỗn loạn, số cán bộ lãnh đạo các cấp này bị kỷ luật oan sai cũng chiếm tỷ lệ lớn. Hà Tĩnh là tỉnh cá biệt, có 19 cán bộ tỉnh ủy viên, công an, huyện đội dự chỉnh đốn đều bị kỷ luật.
- Các cháu nội của cụ Phan Bội Châu, trong đó có một người là trung đội trưởng, nhà nghèo, 3 sào đất cho 3 mẹ con, nhưng cũng bị dân địa phương quy là địa chủ và bị giam một thời gian. Hoàng Giáp Thượng Thư Nguyễn Khắc Niêm, cha của nhà văn hóa Nguyễn Khắc Viện cũng bị dân địa phương tại quê nhà (Hương Sơn, Hà Tĩnh) quy tội vì từng làm quan to cho triều Nguyễn, bị giam trong chuồng nuôi hươu, phải ăn cả cơm thiu
- Thậm chí, theo một số tài liệu của các cơ quan điều tra Việt Nam Dân chủ Cộng hòa, bản thân các lãnh đạo Trung ương Đảng như Hồ Chí Minh, Phạm Văn Đồng, Võ Nguyên Giáp,... cũng từng bị người dân ở quê nhà liệt vào danh sách đấu tố. Những người dân địa phương đó không hề biết những người này đang là lãnh đạo cấp cao của chính phủ, họ cứ tố cáo vì thấy đó là con của quan lại, địa chủ phong kiến

Trên phương diện xã hội và văn hóa, theo nhận xét của Tiến sĩ Nguyễn Xuân Diện thì ngoài tác động kinh tế trực tiếp đến đất đai và sản xuất nông nghiệp, cuộc cải cách ruộng đất tại miền Bắc có những hậu quả lớn đối với văn hóa cố truyền khi chính quyền địa phương kêu gọi người dân đạp đổ tầng lớp địa chủ và trí thức phong kiến, quét bỏ những "tàn dư phong kiến". Về mặt văn hóa thì nhiều sách vở chữ Nho và chữ Nôm, hoành phi, câu đối của những gia tộc quyền thế bị đốt, đình, chùa, đền, miếu bị người dân phá hủy. Về giá trị truyền thống thì quan hệ trong nhiều gia đình, xóm giềng bị phá vỡ do những cảnh con cái tố cáo cha mẹ, láng giềng hãm hại lẫn nhau khiến đạo lý cổ truyền suy sụp.

## Triển lãm
Tháng 9 năm 2014 Viện Bảo tàng Lịch sử Việt Nam lần đầu mở cuộc triển lãm về cuộc cải cách ruộng đất 1946-57. Sự kiện này thu hút nhiều chú ý nhưng chỉ được ba ngày thì đóng cửa vì lý do kỹ thuật. Dư luận cho rằng cuộc triển lãm phiến diện, không nhắc đến những sai lầm như xử án oan sai, đảo lộn đời sống nông thôn Việt Nam. Việc triển lãm đóng cửa ngay sau khi một số người dân khiếu kiện ở Dương Nội muốn vào xem cũng làm cho nhiều người đặt câu hỏi

## Ý kiến và nhận định
- Luật sư Nguyễn Mạnh Tường đã nói về tình trạng kết án sai trong bài diễn văn đọc trước Mặt Trận Tổ Quốc, ngày 30 tháng 10 năm 1956 tại Hà Nội:

| “ | Qua cuộc Cải cách ruộng đất ta thấy bao nhiêu các chiến sĩ cách mạng thành tích lộng lẫy, có người ngực gắn tới hai huy chương kháng chiến bị kết án là phản động, cường hào gian ác và, sau khi nhận tội, bị tống giam hay bị hành hình. [...] Trong cuộc kháng chiến anh dũng của ta, những đồng bào đã hi sinh, có thể nói được, chết với trong lòng chan chứa nỗi vui sướng vì chết cho sự nghiệp giải phóng dân tộc khỏi nanh vuốt của địch. Họ chết vì địch, cho ta, đó là cái chết tích cực, cái chết vẻ vang, cái chết oanh liệt mà Tổ quốc ghi nhớ muôn thuở. Trái lại, các người chết oan vì các sai lầm trong cuộc Cải cách ruộng đất này, lúc tắt thở, cay đắng đau xót vì chết với một ô danh. Chúng ta đã xoá bỏ cái ô danh đó, nhưng con cháu của các nạn nhân tài nào mà không ngậm ngùi? Đau đớn hơn, bây giờ ta làm thế nào mà biến cái khổ cực của người tắt thở thành một niềm an ủi cho họ được? | ” |

- Năm 2005, nguyên Thủ tướng Việt Nam Võ Văn Kiệt nhìn nhận:

| “ | Trong các chiến dịch cải cách ruộng đất và cải tạo công thương nghiệp, nhiều nhân sĩ yêu nước, nhiều nhà kinh doanh có công với cách mạng đã không được coi như bạn nữa, gây những tổn thất lớn về chính trị và kinh tế. | ” |

- Hội nghị lần thứ mười bốn Ban chấp hành Trung ương Đảng tháng 11 năm 1958 nhận định[55]:

- Về thành tích của cải cách ruộng đất, Hội nghị đánh giá:

| “ | Đã đánh đổ được giai cấp địa chủ cùng bọn Việt gian phản động, giải phóng nông dân khỏi ách phong kiến, làm cho họ thực sự làm chủ nông thôn; củng cố thêm được khối liên minh công - nông; củng cố được quyền lãnh đạo của giai cấp công nhân, của Đảng; bồi dưỡng được lực lượng kháng chiến, củng cố miền Bắc, cổ vũ nhân dân miền Nam đấu tranh chống Mỹ - Diệm. Thực hiện được khẩu hiệu "Người cày có ruộng", giải phóng sức sản xuất ở nông thôn, đẩy mạnh sản xuất, mở đường cho nông nghiệp phát triển, tạo điều kiện thuận lợi cho công nghiệp hoá nước nhà. Lần đầu tiên trong lịch sử, miền Bắc nước ta tự túc được lương thực, giải quyết được nạn đói giáp hạt kinh niên. Hội nghị khẳng định thắng lợi của cải cách ruộng đất là to lớn và căn bản. "Thắng lợi đó có tính chất chiến lược". | ” |

- Về sai lầm trong cải cách ruộng đất

| “ | Do nhận thức về hai nhiệm vụ của cách mạng dân tộc dân chủ nhân dân ở nước ta chưa được sâu sắc, do đánh giá tình hình nông thôn miền Bắc không được toàn diện vì thiếu điều tra nghiên cứu một cách đầy đủ và cụ thể, cho nên đã phạm một số sai lầm về quy định chính sách cũng như về lãnh đạo, chỉ đạo thực hiện đường lối, phương châm, chính sách cải cách ruộng đất và chỉnh đốn tổ chức. Phát hiện sai lầm, nêu cao tinh thần trách nhiệm, Đảng ta kiên quyết sửa sai. Nhờ vậy, những sai lầm đã được sửa chữa, thành quả của cải cách ruộng đất được phát huy. | ” |

- Về bài học của cách mạng ruộng đất:

| “ | Phải tôn trọng những nguyên tắc tổ chức và nguyên tắc sinh hoạt của một đảng theo chủ nghĩa Mác-Lênin. Phải dũng cảm thừa nhận sai lầm và kiên quyết sửa sai, đồng thời phải giữ vững nguyên tắc, khẳng định mặt thắng lợi của cải cách ruộng đất là căn bản và kiên quyết bảo vệ cái đúng, bảo vệ thành quả của cải cách ruộng đất. Phải dựa vào lực lượng của quần chúng cơ bản mà tiến hành sửa sai... kiên quyết không cho giai cấp địa chủ lợi dụng ta sửa sai mà ngóc đầu dậy trả thù... Phải ra sức đoàn kết toàn Đảng, chống mọi tư tưởng sai lầm. | ” |

- Trung tướng Nguyễn Quốc Thước:

| “ | Đến thời cải cách ruộng đất, nhiều đảng viên bị xử lý oan nhưng toàn Đảng thấy được vấn đề và dám nhận trách nhiệm | ” |